# Amy Smart
Amy Lysle Smart (Topanga (Californië), 26 maart 1976) is een Amerikaanse actrice. Ze begon haar carrière als model.

## Jeugd
Smart deed samen met haar vriendin Vinessa Shaw aan ballet. Op haar zestiende begon ze acteerlessen te volgen. Voordat ze daaraan begon, was ze model in landen als Italië, Frankrijk, Mexico en Tahiti.

## Carrière
Smarts eerste kleine rol was als co-pilote van Denise Richards in de film Starship Troopers. Daarnaast had ze een hoofdrol in de serie The 70's, waarin ze een jonge vrouw uit Ohio speelde.
In 1999 speelde ze de vriendin van een populaire footballspeler (gespeeld door James Van Der Beek) in de film Varsity Blues. Smart speelde ook in andere films zoals Road Trip in 2000 en The Butterfly Effect in 2004.
In 2002 stond ze op de 27ste plaats van de 100 meest sexy beroemdheden in het magazine Stuff. In 2005 speelde ze naast Ryan Reynolds de hoofdrol in de romantische komedie Just Friends die wereldwijd in totaal 46,7 miljoen USD opbracht.
In 2005 deed ze de stem van een aantal karakters in de tekenfilmserie Robot Chicken. In 2006 speelde ze de vriendin van huurmoordenaar Chev Chelios (Jason Statham) in de film Crank. Dezelfde rol speelde ze ook in het vervolg Crank: High Voltage

## Privéleven
Smart was verloofd met acteur Branden Williams met wie ze al meer dan dertien jaar een relatie had. Ze trouwde op 10 september 2011 met televisiepersoonlijkheid Carter Oosterhouse.
Op 26 december kregen zij hun eerste kind via draagmoederschap.

## Filmografie
- Bibsys: 5003630
- Biblioteca Nacional de España: XX1553106
- Bibliothèque nationale de France: cb14228123b (data)
- Gemeinsame Normdatei: 141607556
- International Standard Name Identifier: 0000 0001 1440 969X
- Library of Congress Control Number: no2005019741
- MusicBrainz: 868b857b-66e0-442e-b5cf-f83785c53d8d
- Nationale Bibliotheek van Tsjechië: xx0166338
- Nationale bibliotheek van Australië: 42191311
- Nationale Bibliotheek van Polen: a0000001839194
- Nederlandse Thesaurus van Auteursnamen: 371470447
- Système universitaire de documentation: 117544310
- Trove: 1457080
- Virtual International Authority File: 32209330
- WorldCat: E39PBJfrHP9vfPRmW3DVVkWMT3